# Parque nacional Cheile Nerei-Beuşniţa
El Parque nacional Cheile Nerei-Beuşniţa (en rumano: Parcul Naţional Cheile Nerei-Beuşniţa) es un área protegida situada en Rumania, en el distrito de Caraş-Severin.
El parque nacional está situado en el límite suroeste del país, en el sur de las montañas de Anina (montañas que se incluyen a su vez en las montañas del Banato), en el distrito de Caraş-Severin, en el curso medio del río Nera (Danubio) y en la parte alta del río Beu.
El parque nacional Cheile Nerei-Beuşniţa cuenta con una superficie de 36.758 hectáreas, fue declarado área natural protegida por la Ley número 5 del 6 de marzo de 2000 (publicada en el Libro Oficial rumano número 152 del 12 de abril de 2000).